# Statilia Messalina

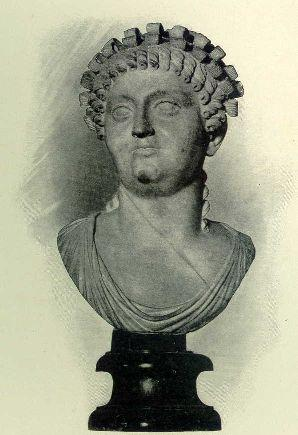
Statilia Messalina

Statilia Messalina (* zwischen 30 und 40; † nach 69 n. Chr.) war die dritte Ehefrau des römischen Kaisers Nero.

## Leben
Der Ururgroßvater der Statilia Messalina war der Konsul von 37 und 26 v. Chr., Titus Statilius Taurus. Daraus ergibt sich mit großer Wahrscheinlichkeit, dass ihr Urgroßvater der 8 v. Chr. nachgewiesene Münzmeister war, der ebenfalls Titus Statilius Taurus hieß. Den gleichen Namen führten dann ferner ihr Großvater, der Konsul des Jahres 11 n. Chr., sowie ihr Vater, der Konsul von 44 n. Chr.
Nachdem Statilia Messalina bereits dreimal verheiratet gewesen war, schloss sie um 63 n. Chr. eine vierte Ehe mit dem Senator Marcus Iulius Vestinus Atticus, obwohl sie zu diesem Zeitpunkt vielleicht bereits die Geliebte Neros war. Als Vestinus 65 als Konsul amtierte, musste er auf Druck des Kaisers Selbstmord verüben, da dieser Statilia Messalina selbst heiraten wollte. Unklar ist, ob dies vor oder nach dem Tod der Poppaea geschah, das Verhältnis zwischen Nero und Statilia also schon zu deren Lebzeiten bestanden hatte, und ob es weitere Anlässe zu dem Mord gab. Diese für Nero dritte, für Statilia Messalina bereits fünfte Ehe wurde in den ersten Monaten des Jahres 66 geschlossen.
Noch im Jahr 66 verlieh der Kaiser Statilia Messalina den Titel einer Augusta. Sie erhielt auch bereits zu Lebzeiten göttliche Verehrung. An Neros Griechenlandreise nahm sie nicht teil. Sonst ist über ihre Ehe mit Nero nichts bekannt. Jedenfalls überlebte sie ihn als einzige seiner Ehefrauen und erhielt von Kaiser Otho, der sie angeblich hatte heiraten wollen, vor dessen am 16. April 69 verübtem Selbstmord einen Abschiedsbrief.
Auch in der Zeit der Flavier war Statilia Messalina noch eine bedeutende Persönlichkeit der römischen Gesellschaft. Manche Forscher glauben, dass ein Textabschnitt einer Satire des römischen Dichters Juvenal als kurzes Porträt von ihr aufzufassen sei; die entsprechende Passage handelt über philosophische und literarische Eigenheiten vornehmer Römerinnen. Statilia Messalina habe sehr kunstvolle Beredsamkeit beherrscht und gut Gedichte rezitieren können.
Das Todesdatum von Statilia Messalina ist unbekannt. Zahlreiche ihrer Sklaven und Freigelassenen werden auf Grabinschriften des Grabmals der Statilier erwähnt.